# Corchorus elderi
Corchorus elderi är en malvaväxtart som beskrevs av Ferdinand von Mueller. Corchorus elderi ingår i släktet Corchorus och familjen malvaväxter. Inga underarter finns listade i Catalogue of Life.